# Masakra Clarków

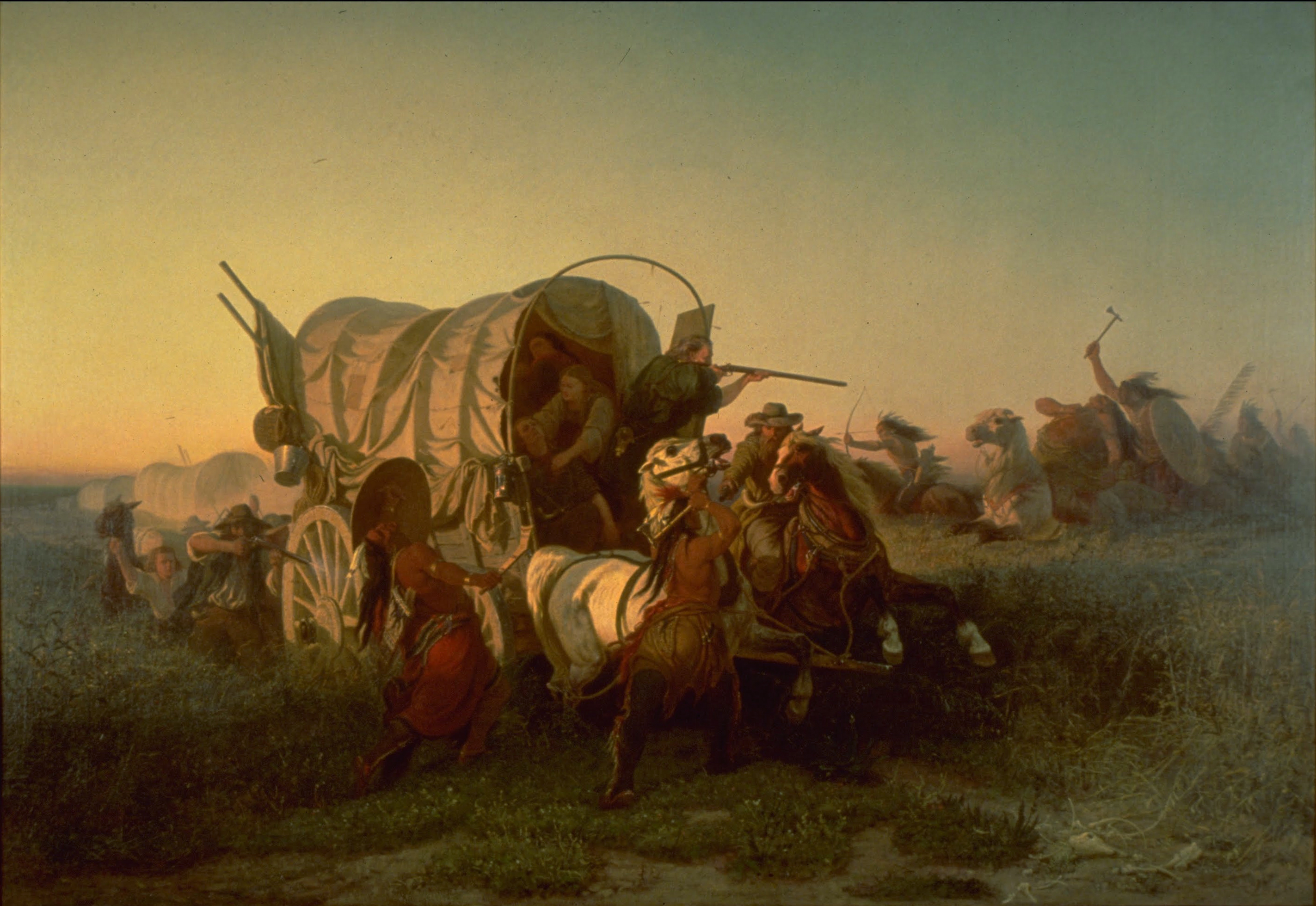
Napaść Indian na wóz białych osadników (mal. Charles Wimar, 1856)

Masakra Clarków – jedna z wielu napaści Indian na białych osadników ciągnących na zachód wzdłuż wyznaczonych szlaków. Napaści te – obok chęci obrony własnych terytoriów przed przybyszami ze wschodu lub z zemsty za czynione przez białych niegodziwości – miały także na celu zdobycie dóbr posiadanych przez wędrowców, a zwłaszcza ich broni palnej i koni.
W sierpniu 1851 roku spora grupa Indian z plemienia Szoszonów pod wodzą Cho-Cho-Co, przez białych nazywanego „Nie Ma Konia” (ang. Has No Horse), zaatakowała kolumnę wozów osadniczych prowadzonych przez Thomasa Clarka wzdłuż szlaku oregońskiego w pobliżu tradycyjnego miejsca przepraw przez rzekę Raft, która niedaleko tego miejsca wpada do rzeki Snake w dzisiejszym stanie Idaho. Głównym celem napaści Indian była kradzież koni prowadzonych przez kolumnę Clarka. W walce, która się wówczas wywiązała, zabili 34 pionierów, w tym matkę i brata Thomasa Clarka.

## Thomas Clark
Thomas Clark był osiadłym w Stanach Zjednoczonych Anglikiem, z zamiłowania myśliwym. W roku 1848 powędrował na łowy aż do Doliny Willamette w Oregonie, ale wkrótce – na wieść o gorączce złota w Kalifornii – ruszył na południe. Zgromadził niewielki majątek, który postanowił pomnożyć przeprowadzając do Oregonu pewną liczbę wysokiej jakości bydła i koni, które wiosną roku 1851 zakupił w stanach Kentucky i Illinois. W drogę na zachód zabrał ze sobą matkę, 25-letnią siostrę Grace, 17-letniego brata Hodgsona i drugą (zamężną) siostrę z rodziną. Zamówił u kołodzieja solidny wóz, którym miały podróżować matka i siostra. Był to być może pierwszy z tych wozów, które wkrótce masowo miały wędrować przez amerykańskie prerie. Zaoferował również swe usługi przewodnickie kilku innym rodzinom z Illinois, które wybierały się do Oregonu. Kolumna posuwała się naprzód bardzo wolno, pozwalając zwierzętom paść się po drodze, by dotarły na miejsce w dobrym stanie.

## Has No Horse
Has-No-Horse miał w roku 1851 zaledwie 20 lat, ale był już doświadczonym wojownikiem. Przewodził szczepowi Tussawehee z plemienia Szoszonów, najpotężniejszego plemienia Indian na terenach dzisiejszego wschodniego Oregonu, Idaho i zachodniej Montany. Biali nazywali ich „Wężami” (ang. Snakes). Latem okazało się, że wojownikom brakuje koni, strzelb i amunicji. Has No Horse podążył na wschód, by spotkać się ze swym wujem Deer Fly, wodzem innego szczepu, w celu wypożyczenia od niego wojowników. Następnie, wzmocniony, zaczął szukać okazji. Gdy zwiadowcy donieśli o kolumnie wozów Clarka, uznał ją za odpowiedni cel ataku.

## Napad

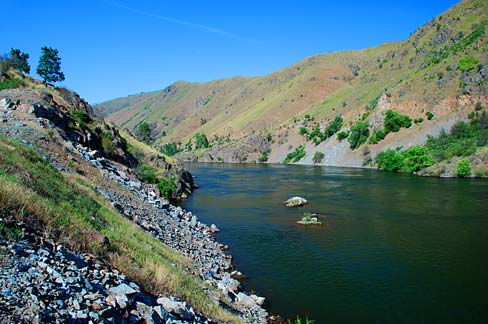
Rzeka Snake

W południe 30 sierpnia kolumna wozów zatrzymała się nad rzeką Raft na posiłek i by odpocząć przed forsowaniem rzeki. Sami Clarkowie podjechali nieco dalej i zatrzymali się tuż nad rzeką, z czego skorzystał Thomas Clark, który zaraz udał się w górę jej biegu, by zapolować. Rzeka Raft uchodzi do Snake około 25 km na zachód od dzisiejszego parku stanowego Massacre Rocks, gdzie w późnych latach pięćdziesiątych XIX wieku miały miejsce ataki na wędrujących szlakiem. Korzystając z przerwy w podróży część mężczyzn zagnała większość koni do rzeki, by je napoić i spławić, bowiem dzień był upalny.
Indiański wódz zakładał, że część wojowników zaatakuje kolumnę wozów w galopie, co powinno wywołać panikę i dezorientację, podczas gdy on sam na czele pozostałych schwyta konie i je uprowadzi. Gdy biali strzegący koni dostrzegli pędzących Indian, próbowali ukryć stado za skałami nad brzegiem. Tymczasem wojownicy dopadli samotnego wozu Clarków. Hodgson Clark został zastrzelony w momencie, gdy wspinał się na wóz, by sięgnąć po strzelbę. Jeden ze starszych Indian zaczął uwalniać konie, które były uwiązane do wozu, na co zareagowała pani Clark i zaczęła na niego krzyczeć. Indianin w odpowiedzi wymierzył do niej ze strzelby. Widząc broń wymierzoną w stronę matki Grace objęła ją odruchowo ramionami, w rezultacie kula trafiła Grace w dłoń, a następnie w serce matki zabijając ją na miejscu.
Rana Grace nie była groźna; kula przeszła przez ciało pomiędzy kciukiem i wskazującym palcem nie naruszając kości. Indianie zdarli z niej ubranie (żadne ze źródeł nie podaje, że została zgwałcona), po czym przystąpili do skalpowania, ale odstąpili od tego zamiaru widząc zbliżający się tuman kurzu. Był to Thomas Clark, który dosłyszał strzelaninę i gnał z powrotem z pełną szybkością, za nim pędziły jego psy myśliwskie. Indianie, pewni że nadciąga odsiecz białych, zrzucili Grace z urwiska i poruszyli lawinę kamieni, która poczyniła więcej szkód niż rana dłoni. Szramę na czole Grace nosiła do końca życia.
Wędrowcy z pozostałych wozów kolumny byli tak sparaliżowani strachem, że nie byli w stanie przyjść z pomocą rodzinie Clarków. Indianie atakowali wóz po wozie, zabijając 34 pionierów i raniąc znacznie więcej. Ich zdobycz obliczano później na co najmniej 18 000 dolarów i 300 koni wartych 45 000 USD.
Charles Clark, brat Thomasa, zorganizował grupę pościgową pragnąc dogonić i zaatakować Indian w ich kryjówce. Niektórzy z białych twierdzili, że wśród Indian widzieli ludzi z brodami. Indianie zabili jednego ze ścigających, ranili kolejnego i uszli z końmi w nieznane.

## Dalsze losy
Clark w pierwszej chwili myślał, że jego siostra umrze, odczekał więc dzień czy dwa, nim przekonał się, że wszystko będzie dobrze i wyruszył w dalszą drogę. Jednak zamiast podążać utartym szlakiem wzdłuż brzegów Kolumbii, skierował wozy na zachód, w kierunku pasma górskiego zwanego Trzy Siostry w Górach Kaskadowych. Kolumna Clarka była pierwszą grupą białych, jaka obozowała nad brzegami rzeki Deschutes w miejscu, gdzie dzisiaj znajduje się Pioneer Park w miejscowości Bend. Thomas Clark nadał wybitnemu wygasłemu wulkanowi, znajdującemu się dziś w granicach miasta, nazwę Pilot Butte.
Grace Clark wyszła za mąż za partnera Thomasa, Jacksona Vandeverta i osiedliła się w Willamette Valley. Zawsze wspomagała miejscowych Indian. Zmarła w roku 1875. Thomas Clark osiedlił się w Kalifornii, gdzie zmarł w wieku 94 lat.